# 아드리아나 디아스 (탁구 선수)
아드리아나 야밀라 디아스 곤살레스(스페인어: Adriana Yamila Díaz González, 2000년 10월 31일~)는 푸에르토리코의 탁구 선수이다.

## 경력
2000년 우투아도에서 블라디미르 디아스와 마랑헬리 곤살레스 부부의 딸로 태어났다. 디아스는 4자매 중 막내로 언니인 멜라니, 파비올라, 가브리엘라 모두 탁구 선수가 되었다. 
2016년 7월 브라질 리우데자네이루에서 열린 2016년 하계 올림픽에 참가하면서 푸에르토리코 여자 탁구 선수로는 최초로 올림픽에 참가했다.
2019년 페루 리마에서 열린 2019년 팬아메리칸 게임에서 단식, 복식과 단체전 금메달을 획득하여 3관왕에 오르면서 푸에르토리코 최초의 팬아메리칸 게임 탁구 금메달리스트가 되었다.
2021년 7월 멜라니와 함께 도쿄에서 열린 2020년 하계 올림픽에 참가했다.